# 12221 Оґатакоан
12221 Оґатакоан (12221 Ogatakoan) — астероїд головного поясу, відкритий 14 листопада 1982 року.
Тіссеранів параметр щодо Юпітера — 3,401.
Названо на честь Оґата Коан (яп. おがた・こうあん(緒方洪庵) оґата ко:ан)